# 中山一郎 (日本軽金属)
中山 一郎（なかやま いちろう、1907年（明治40年）7月3日 - 1995年（平成7年）6月11日）は、日本の技術者、実業家。日本軽金属社長や、電気化学協会会長、軽金属学会会長、日本アルミニウム連盟（現日本アルミニウム協会）会長等を歴任した。

## 人物・経歴
千葉県千葉市出身。1930年東京工業大学窯業学科卒業。1933年東京工業大学応用化学科卒業。1944年日本軽金属入社。1961年日本軽金属取締役に昇格。1963年日本軽金属常務取締役。1965年日本軽金属取締役副社長。1967年日本軽金属取締役社長、日本ゼオン監査役。1968年藍綬褒章受章。1970年アルミニウム資源開発を設立し同社取締役社長に就任。同年沖縄アルミニウムを設立し同社取締役社長に就任。1974年北海道経済連合会設立発起人。1975年日本軽金属取締役相談役に退き、電気化学協会会長に就任。次いで1979年には日本軽金属相談役に退き、勲二等旭日重光章を受章した。1985年度に軽金属学会特別名誉会員に挙げられ、1986年からは蔵前工業会理事長を務めた。この他、軽金属製錬会会長、軽金属学会会長、日本アルミニウム連盟会長等も歴任した。1995年6月11日、肺炎のため死去。